# Kinyongia gyrolepis
Kinyongia gyrolepis là một loài thằn lằn trong họ Chamaeleonidae. Loài này được Greenbaum, Joma & Kusamba mô tả khoa học đầu tiên năm 2012.